# Limbach-Oberfrohna
Limbach-Oberfrohna est une ville allemande située en Saxe, dans l'arrondissement de Zwickau.

## Quartiers
Limbach-Oberfrohna est composé de sept quartiers :
- Limbach ;
- Oberfrohna ;
- Rußdorf ;
- Bräunsdorf ;
- Kändler ;
- Pleißa ;
- Wolkenburg-Kaufungen.